# كوينتن ويلسون
كوينتن ويلسون (بالإنجليزية: Quentin Wilson)‏ هو مهندس أمريكي، ولد في 21 نوفمبر 1942 في واريورماين ‏ في الولايات المتحدة.